# Bouxières-aux-Bois
Bouxières-aux-Bois è un comune francese di 123 abitanti situato nel dipartimento dei Vosgi nella regione del Grand Est.

## Società

### Evoluzione demografica
Abitanti censiti